# برندون تینا
براندون تینا (متولد Teena Renae Brandon؛ ۱۲ دسامبر ۱۹۷۲–۳۱ دسامبر ۱۹۹۳) یک مرد‌ترنس آمریکایی بود که مورد تجاوز جنسی قرار گرفت و بعداً به همراه فیلیپ دیوین و لیزا لامبرت در هومبولت، نبراسکا  به قتل رسید. مرگ و زندگی وی تبدیل به موضوعی برای فیلم‌ها شد. در سال ۱۹۹۹ فیلم پسرها گریه نمی‌کنند، بر اساس داستان زندگی او برنده جایزه اسکار شد که تا حدوی بر اساس فیلم مستند سال 1998 The Brandon Teena Story ساخته شده بود.
هردو فیلم همچنین نشان دهنده نقش تبعیض قانونی و پزشکی در مرگ خشونت‌آمیز تینا است.
قتل تینا، به همراه آن با متیو شپرد، منجر به افزایش لابی در قوانین جرم و نفرت در ایالات متحده شد.